# Ordner

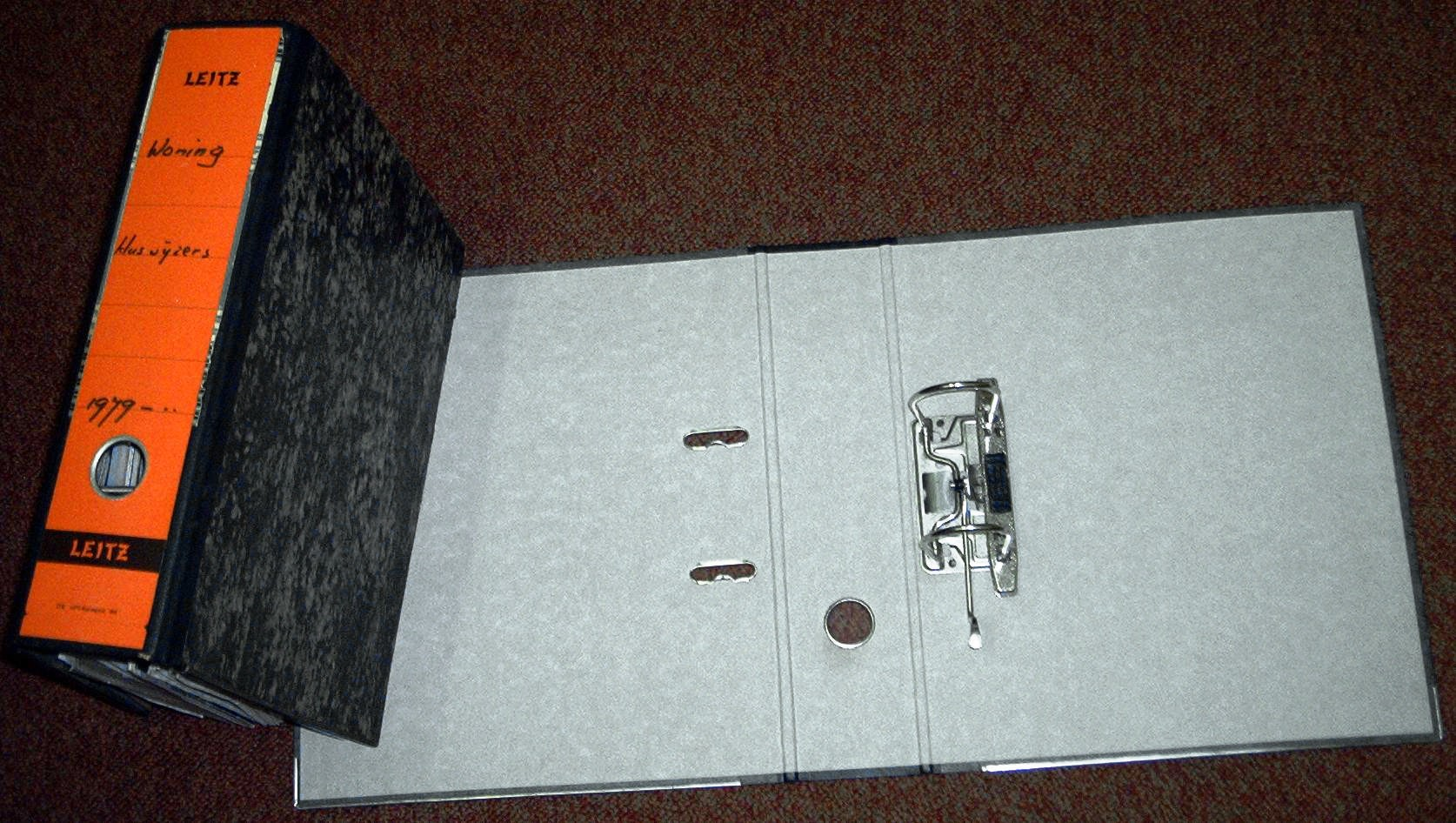
Ordner, links hergebruikt (met rood etiket) exemplaar en rechts nieuw (open).

Een ordner (in Vlaanderen: klasseur of farde) is een map voor het ordelijk en overzichtelijk opbergen van papieren. In het einde van de 19e eeuw ontwikkelde Leitz het systeem, kreeg er patent op en sindsdien is de uitvinding nog enkele malen verbeterd. De omslag is gemaakt van stevig karton met een grijs gewolkte (papieren) afwerking. Maar ook luxere afwerkingen komen voor, zoals kunstleer. 
Op plaatsen waar veel slijtage te verwachten is, heeft men versterking aangebracht van metaal, zoals de onderrand waar vaak mee geschoven wordt tijdens het gebruik, de vingergreep in de rug en de openingen voor de beugelsluiting in het voorkaft. 
De beugelsluiting kan geopend worden met een hefboom en vervolgens kan men het papier erin stoppen of eruit halen, de beugel weer sluiten met de hefboom en de ordner weer opbergen. Bij deze mappen zijn verschillende interieurs verkrijgbaar om een indeling in de map te maken. Als er papieren bij moeten in de map, moeten deze eerst voorzien worden van twee perforaties. Daarvoor zijn er perforators in de handel, die beide gaten gelijktijdig en op de juiste afstand van elkaar en van onderen kunnen maken. 
Op de rug (dit is eigenlijk de voorkant als de ordner in het archief staat) zit een etiket geplakt, waarop aangegeven kan worden wat erin zit. Deze etiketten, ook wel ordnerruggen genoemd kunnen met de hand worden beschreven, maar ook op de computer worden gemaakt. Hiervoor zijn bij kantoorboekhandels speciale stickervellen met ordnerruggen verkrijgbaar die in combinatie met een gewone printer kunnen worden gebruikt. Kenmerkend aan een ordner is het gat in de rug dat het uitnemen uit een rij ordners vereenvoudigt doordat daar een vinger in gestoken kan worden (vingergreep) om de ordner stevig vast te pakken. Om de voorklep opgelijnd en dichtgeklemd te houden als de ordner gesloten is zijn vaak twee sleuven aangebracht waarin de beugels vallen.
Europese ordners zijn veelal uitgevoerd met twee beugels en soms met vier beugels. Amerikaanse ordners met drie beugels. De afstand tussen de beugels is gestandaardiseerd.